# Taksony
Taksony, född 931, död 970, var son till Zoltán. Enligt traditionen blev han furste för de ungerska stammarna 947, när hans far överlämnade makten till honom, men kanske är denna uppgift felaktig, eftersom Zoltán efterträddes av Vál, som var son till Jutos. Men det är säkert, att Taksony år 947 var i Italien med en stor armé, och framträngde till Otranto. Den italienske kungen, Berengar II, kunde bara "med mycket pengar" övertala Taksony att gå tillbaka till Ungern.
Men 950 segrade Bayerns Henrik och Otto I, tysk-romersk kejsare, över Taksony. År 951 stred ungerska arméer vid Loire i Frankrike. Denna gång avvärjde de angrepp från Tyskland. De upproriska Konrad och Ludolf bad år 954 Taksony om hjälp mot Otto I. Arméerna möttes den 19 mars 954 vid Worms och trängde fram till Champagne i Frankrike, Burgund och det nutida Belgien.
Den sista gången Taksony återvände till Tyskland för att strida var under ledning av Lehel (Lél), Bulcsú (Bulcs), Botond och Sur, men 955 led dessa ett nederlag vid Augsburg. Den ungerska armén kom aldrig längre västerut, men den fortsatte att strida söderut, mot Konstantinopel. Denna stad angreps under ledning av Taksony, men 958 förlorade denne även här. År 961 led de nederlag även i Thrakien.
Under de följande åren deltog Taksony i förbund med olika makter i striden om Balkan.
Under Taksony började den ungerska hedendomen att vittra sönder.
Enligt traditionen begravdes Taksony i staden Taksony.

## Familj
Om Taksonys hustru vet vi bara, att hon var kumanska och att de äktade varandra 947. De fick två barn, Mihail (Mihály) och Géza.